# Antym VI
Antym VI, gr. Άνθιμος ΣΤ', nazwisko świeckie Joannidis (ur. 1782 na wyspie Kutalis na Morzu Marmara, zm. 7 grudnia 1877) – grecki biskup prawosławny, trzykrotny Patriarcha Konstantynopola: w latach 1845–1848, 1853–1855 oraz 1871–1873.

## Życiorys
Życie monastyczne rozpoczął w jednym z monasterów Athosu. Następnie był protosynglem metropolii Derki. W 1829 został wyświęcony na biskupa i mianowany ordynariuszem metropolii Serres, którą kierował przez cztery lata. Od 1833 do 1837 był metropolitą Prusy, zaś od 1837 do pierwszego wyboru na patriarchę w 1845 sprawował urząd metropolity efeskiego. W 1845 został patriarchą konstantynopolitańskim po śmierci Melecjusza III. Uporządkował program nauczania w szkołach duchownych Patriarchatu, potępił również wprowadzenie do użytku liturgicznego w greckich świątyniach w Wiedniu i w Trieście śpiewu czterogłosowego w miejsce tradycyjnego bizantyjskiego. Odszedł z urzędu w 1848.
Po raz drugi sprawował urząd patriarchy w latach 1853–1855, po czym odszedł z życia publicznego i zamieszkał w prywatnym majątku.
Antym VI został wybrany na patriarchę po raz trzeci w 1871 i ponownie pozostał na urzędzie dwa lata. Na ostatni okres sprawowania przez niego urzędu przypadła tzw. schizma grecko-bułgarska – wyodrębnienie z Patriarchatu Konstantynopolitańskiego administratury przeznaczonej dla prawosławnych Bułgarów, obejmującej ziemie, na których stanowili oni większość. Egzarchat Bułgarski, ustanowiony sułtańskim fermanem po długoletnich staraniach bułgarskich działaczy narodowych i z poparciem rosyjskiego posła Nikołaja Ignatjewa, miał być strukturą autonomiczną uznającą zwierzchność patriarchy, ostatecznie jednak ogłosił jednostronnie autokefalię. Nie godząc się z utratą kontroli nad częścią prawosławnych wiernych w Imperium Osmańskim, Antym VI zwołał we wrześniu 1872 w Konstantynopolu sobór z udziałem przedstawicieli prawosławnych patriarchatów starożytnych. Potępiono na nim Egzarchat Bułgarski i ogłoszono go wytworem herezji etnofiletyzmu. Postanowienia soboru doprowadziły do zerwania łączności kanonicznej przez obydwa Kościoły, a Antym VI i tak nie był natomiast w stanie zapobiec rozwojowi egzarchatu. Jego postępowanie względem Bułgarów zostało uznane za nieudolne i musiał odejść z urzędu.